# Uptodate Developers
 (octobre 2022).
Uptodate Developers, ou en abrégé UPDEV, est une entreprise congolaise spécialisée dans la conception et le développement des solutions numériques, en l’occurrence des applications et logiciels informatiques pour répondre à des besoins et défis spécifiques de la communauté.

## Historique
Originaire de la ville de Goma à l’Est de la République Démocratique du Congo et siégeant dans la capitale Kinshasa, elle œuvre pour la promotion des Nouvelles Technologies de l’Information et de la Communication au Congo et en Afrique.
Fondée en septembre 2019 par Dan Baruka et Joséphine Ndeze, deux étudiants en informatique de gestion, après la distinction de cette dernière en tant que Miss Geek Africa 2019, la startup s’est établie à Goma puis s’est étendue à Kinshasa et vise à créer à travers le continent une communauté de développeurs qui œuvrent pour un futur meilleur grâce à la technologie.

## Updev Community
Lancée en 2021, Updev Community une est plateforme d’échange, forum de discussions et de partage de connaissances entre personnes ayant toutes la technologie comme centre d’intérêt et développeurs en particulier. Elle rassemble donc développeurs, designers, créateurs de contenu, ingénieurs et informaticiens à travers le monde.
Updev Community consiste en une application web du modèle des réseaux sociaux où les utilisateurs authentifiés peuvent effectuer des publications sous forme d'article ou de question, de commentaire ou de réponse à des publications des autres utilisateurs et peuvent réagir aux publications, mais aussi engager des discussions au sein de l’application.

## Updev Challenge
Uptodate Developers organise chaque année depuis 2020, Updev Challenge, sous le slogan "innover pour le développement et gagner un prix". Il s’agit d’un concours des projets technologiques développés par les jeunes congolais. Les trois meilleurs d’entre eux délibérés par un jury sont primés, suivis et supportés techniquement.
Elle met en compétition des jeunes venant de tous les coins du pays qui, à un problème communautaire donné, proposent une solution implémentée grâce aux outils technologiques.
Au fil des éditions, Updev Challenge est devenu l’événement phare de Uptodate Developers dans sa mission de promouvoir les Nouvelles Technologies de l’Information et de la communication au niveau national, surtout auprès de la jeunesse.

## Autres projets
- SOS-Mama

Application mobile connectée à un bracelet électronique permettant de surveiller les paramètres vitaux de la femme enceinte afin de détecter et prévenir tout signe de danger lié à la grossesse.
- AgroApp

Application mobile connectée à des capteurs du sol qui renvoient des données sur son état, lesquelles données permettent à l’agriculteur de savoir précisément où, quand et quoi planter.
- Covid-19 DRC

Site web de récolte des données et statistiques sur l’évolution de la maladie à coronavirus en République Démocratique du Congo.
- Ada to Mobile Money

Application mobile permettant l’échange de la cryptomonnaie ADA en monnaie locale par Mobile Money et vice-versa.